# Jaden Pine-Murphy
Jaden Pine-Murphy (* 2. März 1990) ist ein neuseeländischer Eishockeytorwart, der seit 2013 bei Melbourne Ice in der Australian Ice Hockey League unter Vertrag steht.

## Karriere

### Club
Jaden Pine-Murphy begann seine Karriere als Eishockeyspieler im Jugendteam von New Plymouth. Seit 2013 spielt er bei Melbourne Ice in der Australian Ice Hockey League, für den er bis heute mit einer kurzen Unterbrechung, als er 2015 für Dunedin Thunder zwei Spiele in der New Zealand Ice Hockey League absolvierte, spielt. Nachdem er 2014 den besten Gegentorschnitt der Australischen Liga erreicht hatte, gewann er mit Melbourne Ice den Goodall Cup.

### Nationalmannschaft
Für Neuseeland spielte Pine-Murphy bei den Weltmeisterschaften der Division II 2012, 2014, als er mit 93,64 % die zweitbeste Fangquote aller Torhüter des Turniers hinter dem Spanier Ander Alcaine erreichte, und 2015.

## Erfolge und Auszeichnungen
- 2014 Bester Gegentorschnitt der Australian Ice Hockey League
- 2017 Goodall-Cup-Gewinn mit Melbourne Ice